# Kebonpedes (Tanah Sereal)
Kebonpedes is een bestuurslaag in het regentschap Kota Bogor van de provincie West-Java, Indonesië. Kebonpedes telt 22.329 inwoners (volkstelling 2010).